# Ubisoft Casablanca
Ubisoft Casablanca — компанія, що спеціалізувалась на розробці комп'ютерних ігор; дочірнє товариство відомої французької компанії Ubisoft. Виробничий офіс розміщувався в Касабланці, найбільшому місті Марокко.
Основна спеціалізація компанії — розробка комп'ютерних ігор спільно з іншими філіями основної компанії, а також самостійна розробка ігрових проектів для портативних консолей .

## Розроблені ігри
- 2003 — Beyond Good & Evil (спільна розробка)
- 2005 — Peter Jackson's King Kong: The Official Game of the Movie (версія для Nintendo DS)
- 2006 — Star Wars: Lethal Alliance (версія для Nintendo DS)
- 2008 — Rayman Raving Rabbids TV Party (версія для Nintendo DS)
- 2008 — Prince of Persia: The Fallen King (версія для Nintendo DS)
- 2010 — Prince of Persia: The Forgotten Sands (версія для Nintendo DS)